# Enrique Figuerola
Enrique Figuerola Camué (* 15. Juli 1938 in Santiago de Cuba) ist ein ehemaliger kubanischer Leichtathlet und Olympiateilnehmer.
Sein erster Auftritt bei einer weltweiten Veranstaltung fand bei den Olympischen Spielen 1960 in Rom statt, wo er in 10,3 Sekunden den vierten Platz im 100-Meter-Lauf belegte, zeitgleich mit dem drittplatzierten Briten Peter Radford. 1963 siegte Figuerola bei den Panamerikanischen Spielen in São Paulo.
Bei den Olympischen Spielen 1964 in Tokio gewann er die Silbermedaille über 100 Meter, hinter dem US-Amerikaner Bob Hayes und vor dem Kanadier Harry Jerome. Am 17. Juni 1967 lief Figuerola im Budapester Népstadion 10,0 Sekunden und stellte damit den 100-Meter-Weltrekord ein. Bei den Olympischen Spielen 1968 in Mexiko-Stadt schied er im Halbfinale aus; mit seinen Teamkollegen Hermes Ramírez, Juan Morales und Pablo Montes gewann er die Silbermedaille in der 4-mal-100-Meter-Staffel hinter dem Team aus den USA und vor dem Team aus Frankreich.
Figuerola war von 1958 bis 1964 und noch einmal 1967 kubanischer Meister im 100- und im 200-Meter-Lauf. Er ist 1,67 m groß und wog in seiner aktiven Zeit 67 kg.